# Allach-Jun (Ort)
Allach-Jun (russisch Алла́х-Юнь; jakutisch Ааллаах Үүн) ist eine Siedlung städtischen Typs in der Republik Sacha (Jakutien) in Russland mit 96 Einwohnern (Stand 14. Oktober 2010).

## Geographie
Der Ort liegt etwa 450 km Luftlinie ostsüdöstlich der Republikhauptstadt Jakutsk im nördlichen Teil des Judoma-Maja-Hochlandes am rechten Ufer des namensgebenden Aldan-Nebenflusses Allach-Jun. Gut 20 km östlich erheben sich die südöstlichen Ausläufer des Werchojansker Gebirges, dort unter dem Namen Tarbagannachskije Golzy („Tarbagannacher Kahlberge“), bis auf knapp 2200 m und markieren die Grenze zur Region Chabarowsk.
Allach-Jun gehört zum Ulus Ust-Maiski und befindet sich gut 200 km ostnordöstlich von dessen Verwaltungszentrum Ust-Maja. Die Siedlung liegt auf gemeindefreiem Gebiet (meschselennaja territorija) des Ulus.

## Geschichte
Die Siedlung wurde in den 1930er-Jahren als erste Goldbergbausiedlung des Gebietes gegründet und erhielt 1937 den Status einer Siedlung städtischen Typs. Mit der Ausgliederung eines Allach-Junski rajon aus dem Ust-Maiski rajon wurde Allach-Jun 1940 dessen Verwaltungssitz, bis diese Funktion 1948 an Eldikan überging (1953 wurden die Rajons wieder vereinigt).
Mit der weitgehenden Einstellung des Goldbergbaus in den 1990er-Jahren verließen fast alle Einwohner den Ort; bei der Verwaltungsreform 2004 wurde in Anbetracht der zu erwartenden völligen Aufgabe des Ortes keine Gemeinde geschaffen.

### Bevölkerungsentwicklung
| Jahr | Einwohner |
| ---- | --------- |
| 1939 | 2621      |
| 1959 | 1622      |
| 1970 | 2116      |
| 1979 | 1903      |
| 1989 | 2183      |
| 2002 | 306       |
| 2010 | 96        |

Anmerkung: Volkszählungsdaten

## Verkehr
Allach-Jun ist Endpunkt einer 100 km langen Straße, die auf etwa halber Strecke von der 300 km langen Verbindung zwischen Eldikan am Aldan und Jugorjonok an der Judoma abzweigt.
Ein kleiner Flughafen am nordwestlichen Ortsrand ist seit den 1990er-Jahren außer Betrieb.